# Oreopanax salvinii
Oreopanax salvinii är en araliaväxtart som beskrevs av William Botting Hemsley. Oreopanax salvinii ingår i släktet Oreopanax och familjen Araliaceae. Inga underarter finns listade.